# Manuel Gavilán
Manuel Gavilán (ur. 1921, zm. 8 marca 2010) – piłkarz paragwajski noszący przydomek Manolo, prawy pomocnik.
Wziął udział w turnieju Copa América 1947, gdzie Paragwaj został wicemistrzem Ameryki Południowej. Gavilán zagrał we wszystkich siedmiu meczach - z Argentyną, Peru, Urugwajem, Boliwią, Kolumbią, Chile i Ekwadorem.
Równie udany był turniej Copa América 1949, gdzie Paragwaj drugi raz z rzędu został wicemistrzem Ameryki Południowej. Gavilán zagrał w sześciu meczach - z Kolumbią, Ekwadorem, Peru, Boliwią i dwóch decydujących o mistrzostwie meczach z Brazylią.
Jako piłkarz klubu Club Libertad był w kadrze reprezentacji podczas finałów mistrzostw świata w 1950 roku, gdzie Paragwaj odpadł w fazie grupowej. Gavilán wystąpił w obu meczach - ze Szwecją i z Włochami.
Trzy lata później Gavilán, wciąż jako gracz klubu Libertad, wziął udział w turnieju Copa América 1953, gdzie Paragwaj z nawiązką powetował sobie nieudany występ w mistrzostwach świata i zdobył mistrzostwo Ameryki Południowej. Zagrał we wszystkich siedmiu meczach - z Chile, Ekwadorem, Peru, Urugwajem, Boliwią i dwóch decydujących pojedynkach z broniącą tytułu Brazylią. W barażowym meczu z Brazylią Gavilán zdobył swą jedyną bramkę w historii swoich występów w Copa América.